# Joy Kere

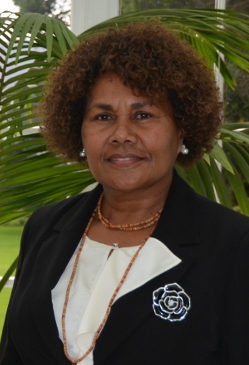
Joy Kere, 2014

Joy Kiriau Kere ist eine Diplomatin aus den Salomonen. 2014 wurde sie als erste High Commissionerin der Salomonen nach Neuseeland entsandt und wurde damit die erste Frau des Landes, welche eine diplomatische Mission im Ausland leitete. Ihre Amtszeit endete 2020.

## Leben
Kere war bis zu ihrer Berufung als High Commissioner Permanent Secretary des Ministry of Foreign Affairs and External Trade.